# 羅伯特·伯恩斯
羅伯特·伯恩斯（英語：Robert Burns，1759年1月25日—1796年7月21日）是一位苏格兰詩人。
羅伯特·伯恩斯从小熟悉苏格兰民谣和古老传说，并曾搜集、整理民歌，主要用苏格兰语写作，所作诗歌受民歌影响，通俗流畅，便于吟唱，在民间广为流传，被認為是蘇格蘭的民族詩人。
羅伯特·伯恩斯被視為浪漫主義運動的先驅，在死後成為自由主義和社會主義的靈感來源，也是蘇格蘭和散居在世界各地蘇格蘭人的一個文化偶像。慶祝羅伯特·伯恩斯的活動在19世紀和20世紀幾乎風靡全蘇格蘭，他對蘇格蘭文學影響深遠。2009年，羅伯特·伯恩斯獲蘇格蘭電視台STV選為歷史上最偉大的蘇格蘭人。

## 生平

### 早期

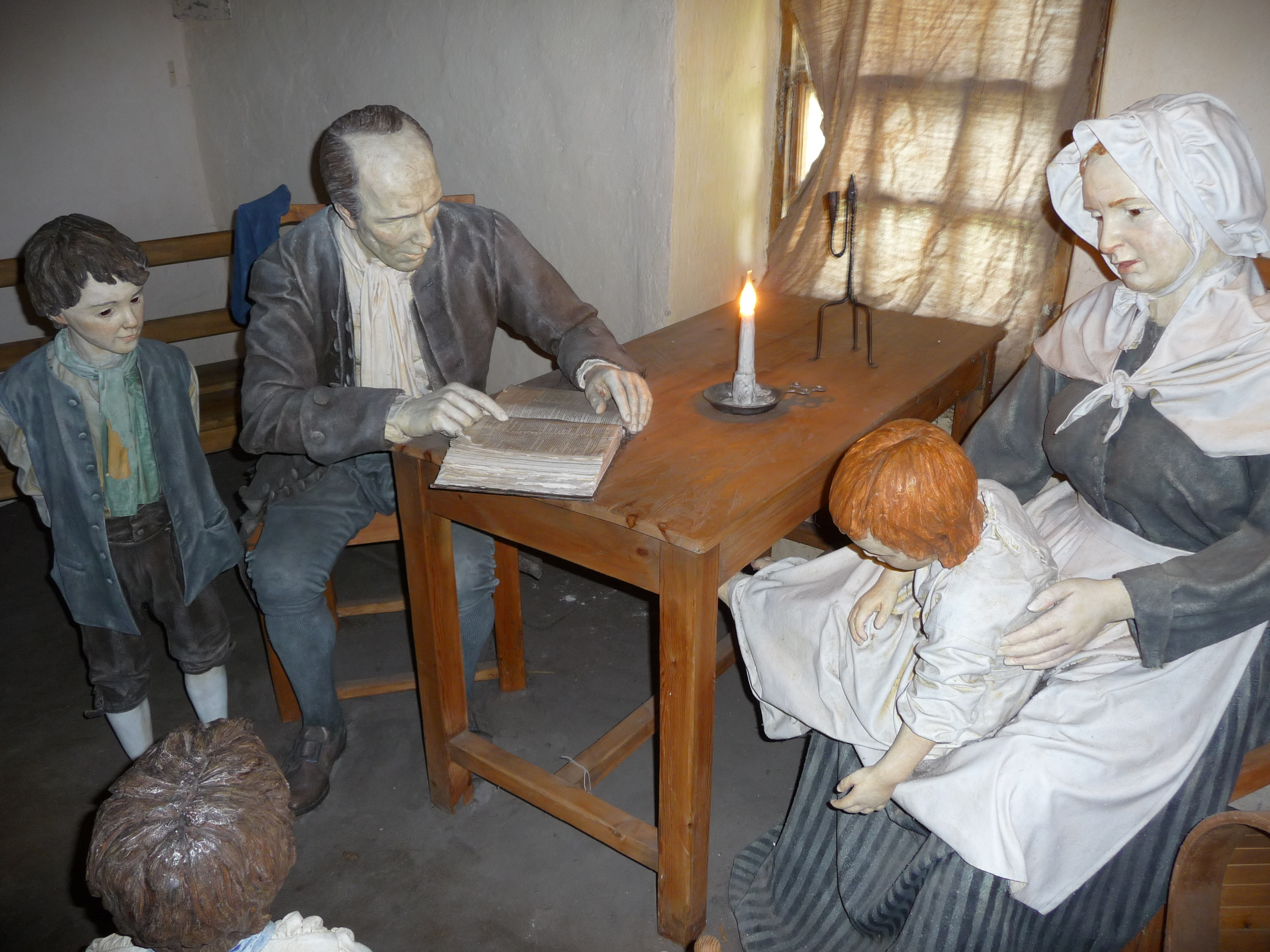
伯恩斯農舍博物館

羅伯特·伯恩斯出生於蘇格蘭艾爾以南2英里（3公里）的艾爾郡，是威廉·伯恩斯的七個孩子中的長子，他是一位佃農，妻子則是艾格尼絲·布恩（1732年至1820年），為艾爾郡佃農的女兒。
他出生在父親所搭建的房子（現在為伯恩斯農舍博物館）直到1766年。他七歲時，威廉·伯恩斯賣掉房子，買下奧利芬特山農場70英畝（280,000平方公尺）土地，伯恩斯後來在這裡長大。
羅伯特·伯恩斯獲得很少正規學校教育，他的父親教授孩子們的閱讀、寫作、算術、地理、歷史，還為他們寫一本基督教信仰手冊。羅伯特和弟弟吉爾伯特（1760年至1827年）於1765年至1768年之間在一間學校，學習拉丁語、法語、數學。經過了幾年的家庭教育，羅伯特·伯恩斯被送往達爾林普爾教區學校，直到1773年才回到家鄉。
羅伯特·伯恩斯15歲時在奧利芬特山勞動。在1774年，莉基爾·帕特里克（1759年至1820年）啟發了他在詩歌上的興趣。
威廉·伯恩斯在1777年從奧利芬特山舉家搬到Lochlea農場，羅伯特·伯恩斯居住在此直到威廉·伯恩斯在1784年去世為止。1781年12月，伯恩斯暫時搬到北艾爾郡爾灣，試圖成為亞麻工人，然而在1782年新年，亞麻工廠卻起火燒毀。羅伯特·伯恩斯回到家鄉後，結識了理查德·布朗船長，他鼓勵羅伯特·伯恩斯成為一個詩人。
他繼續寫詩歌和歌曲，並在1783年開始寫書，而當時他的父親與房東發生法律糾紛。案件後來進入蘇格蘭高等民事法院（Court of Session）審理。
羅伯特·伯恩斯和弟弟羅伯特·吉爾伯特後來搬到了莫赫林附近的Mossgiel。羅伯特·伯恩斯在當地與珍·阿爾默發生親密關係。

### 戀愛

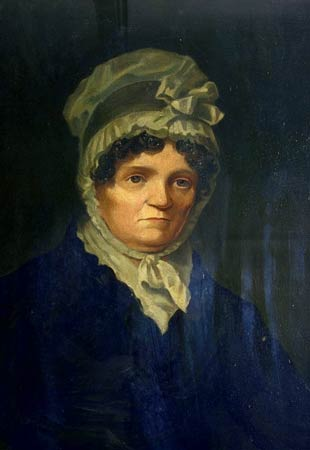
珍·阿爾默

伊麗莎白·佩頓·伯恩斯（1785年至1817年）是羅伯特·伯恩斯的第一個孩子，母親是伊麗莎白·佩頓（1760年至約1799年），伊麗莎白·佩頓於1786年3月懷上了雙胞胎。伯恩斯簽署了一紙證明他與珍·阿爾默的婚姻關係，於是她的父母把伊麗莎白·伯恩斯送到住在佩斯利的叔叔家。雖然Armour的父親反對，他們最終還是在1788年結婚。珍·阿爾默為他生了九個孩子，只有其中三名倖存下來。
為了養家活口，羅伯特·伯恩斯在牙買加工作，薪水每年30英鎊。伯恩斯擔任奴隸種植園簿記員。在1786年，很少獲得公眾注意的廢奴運動大約在那個時候開始。
大約在同一時間，羅伯特·伯恩斯與瑪麗·坎貝爾（1763年至1786年）陷入熱戀，他曾在教堂裡遇見她。1786年5月14日，他們交換了“聖經”、宣誓成為夫妻。此後不久，瑪麗·坎貝爾離開艾爾郡，從摩海港乘船返回了父母在坎貝爾鎮的家。
1786年10月，瑪麗·坎貝爾和她的父親從坎貝爾至格里諾克看望她的哥哥。她的哥哥罹患斑疹傷寒，她也因此被感染。1786年10月21日（或20日），她死於斑疹傷寒，埋葬於當地。

### 基爾馬諾克

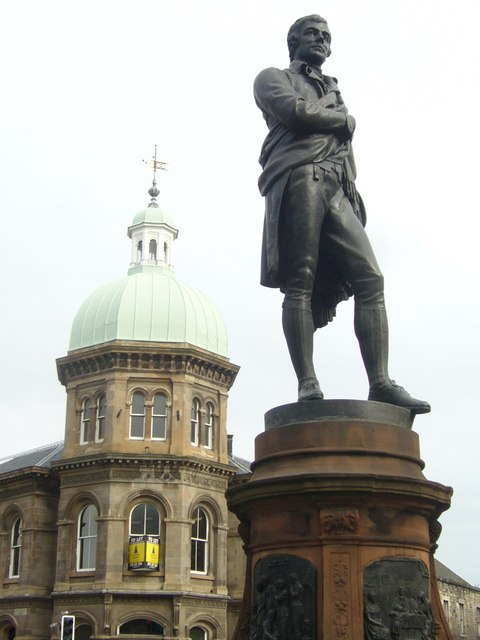
羅伯特·伯恩斯的雕像，位於愛丁堡

因為羅伯特·伯恩斯沒有足夠的資金來支付旅費，前往西印度群島，加文·漢密爾頓認為羅伯特·伯恩斯應該平均發表他的詩，可以從中獲得一點金錢，提供他更寬裕的生活。4月3日，羅伯特·伯恩斯發送他的蘇格蘭詩歌給基爾馬諾克一個本地出版商約翰·威爾遜，建議在1786年4月發表，同一天，珍·阿爾默的父親撕毁伯恩斯的婚姻證書。7月22日，他轉移了在Mossgiel農場的份額給弟弟吉爾伯特。7月30日，羅伯特·伯恩斯寫信告訴他的朋友約翰·里士滿說，「珍·阿爾默把我扔在監獄裡，直到我能獲得巨富。我從一個朋友家流浪到另一個朋友家。」
1786年7月31日，約翰·威爾遜發表羅伯特·伯恩斯的詩，主要使用蘇格蘭方言。詩集銷售情形很好，羅伯特·伯恩斯很快就舉國聞名。
9月1日，羅伯特·伯恩斯推遲了他的牙買加移民計劃，兩天後他得知珍·阿爾默生下雙胞胎。苏格兰詩人托馬斯·布萊克洛克於9月4日寫了一封信，表示欽佩羅伯特·伯恩斯的詩歌，並建議擴充第二版。

### 愛丁堡
1786年11月27日，羅伯特·伯恩斯租借了小馬，前往愛丁堡。12月14日，威廉·克里奇買下《Poems, Chiefly in the Scottish dialect》詩集版權，該詩集主要刊登於1787年4月17日，獲得100基尼.。在愛丁堡，他受到許多人邀請，也參加貴族聚會。他在這裡遇到16歲的沃尔特·司各特，並留下深刻印象。
羅伯特·伯恩斯留在這個城市，發展出一些終身友誼，其中包含格倫·凱恩勳爵和弗朗西絲·安娜·鄧洛普（1730年至1815年），弗朗西絲·安娜·鄧洛普成為他的贊助商多年。他與Agnes Maclehose（1758年至1841年）、南希的僕人珍妮·克洛（1766至1792年）等人發展出親密關係，珍妮·克洛在1788年為他生了一個兒子羅伯特·伯恩斯·克洛。他也與女僕瑪格麗特·卡梅隆有染。
1787年初，羅伯特·伯恩斯在愛丁堡會見了詹姆斯·約翰遜，他是一個喜愛老蘇格蘭人歌曲的銷售員。羅伯特·伯恩斯完成的作品是《蘇格蘭音樂博物館》。《蘇格蘭音樂博物館》第一冊於1787年出版，包括三首羅伯特·伯恩斯歌曲。第二冊他貢獻了40首歌曲，最終冊於1803年出版。

### 鄧弗里斯

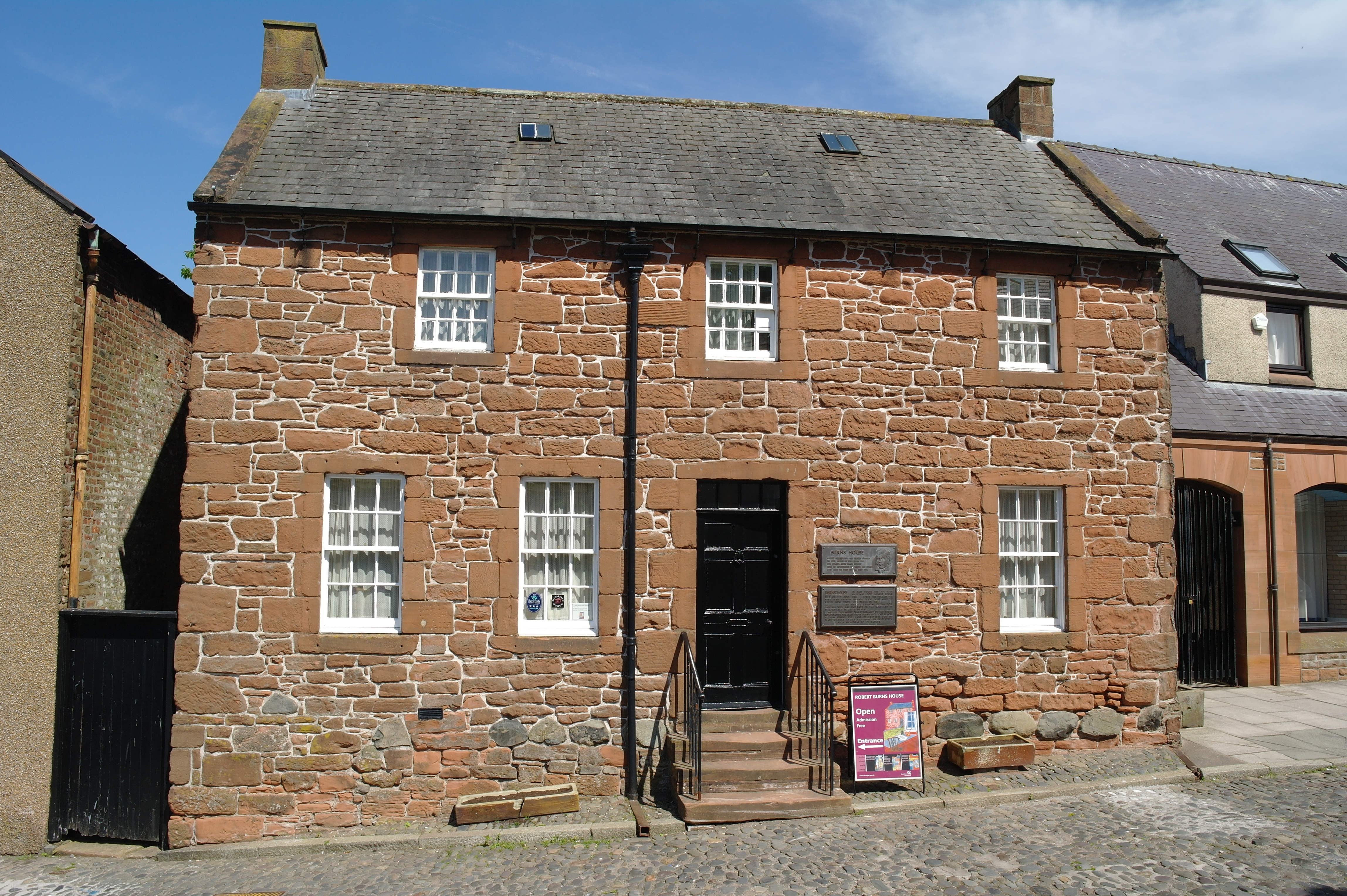
羅伯特·伯恩斯位於鄧弗里斯的房子

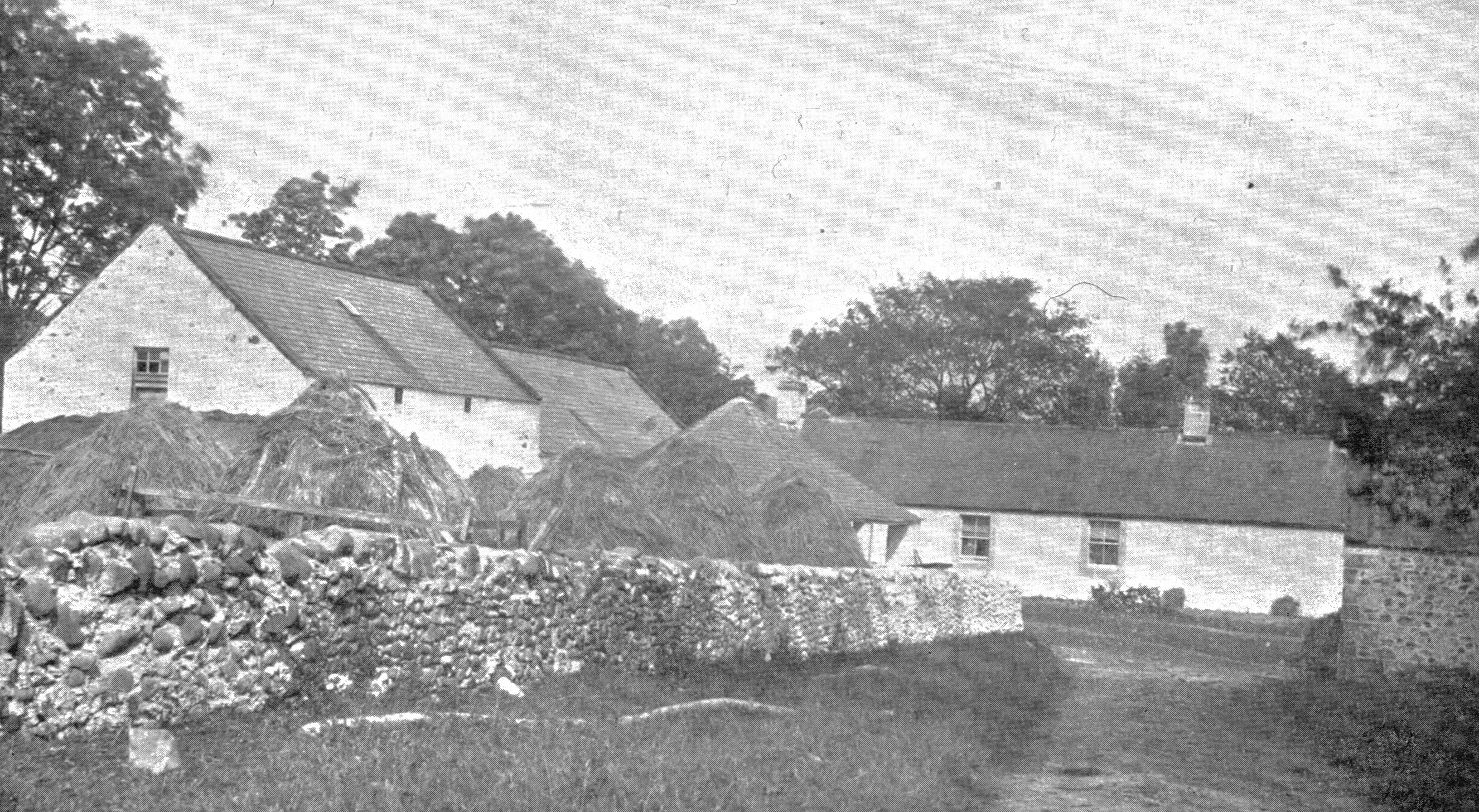
艾利斯蘭農場（Ellisland Farm）

1788年2月18日，羅伯特·伯恩斯返回艾爾郡，恢復他與珍·阿爾默的關係，並租下鄧弗里斯附近的艾利斯蘭農場（定居於6月11日）。他在1789年被任命為海關人員，並在1791年放棄經營農場。同時在1790年11月，他拒絕擔任倫敦《星報》的工作人員，並拒絕成為愛丁堡大學農業教授。
羅伯特·伯恩斯放棄他的農場後，搬到鄧弗里斯。正是在這個時候，羅伯特·伯恩斯被要求撰寫蘇格蘭歌詞，之後貢獻了超過100首歌曲。他對喬治·湯姆森撰寫的蘇格蘭歌曲合集作出了重大貢獻。
羅伯特·伯恩斯還致力於收集和保存蘇格蘭民歌，有時也加以修改內容。

### 逝世

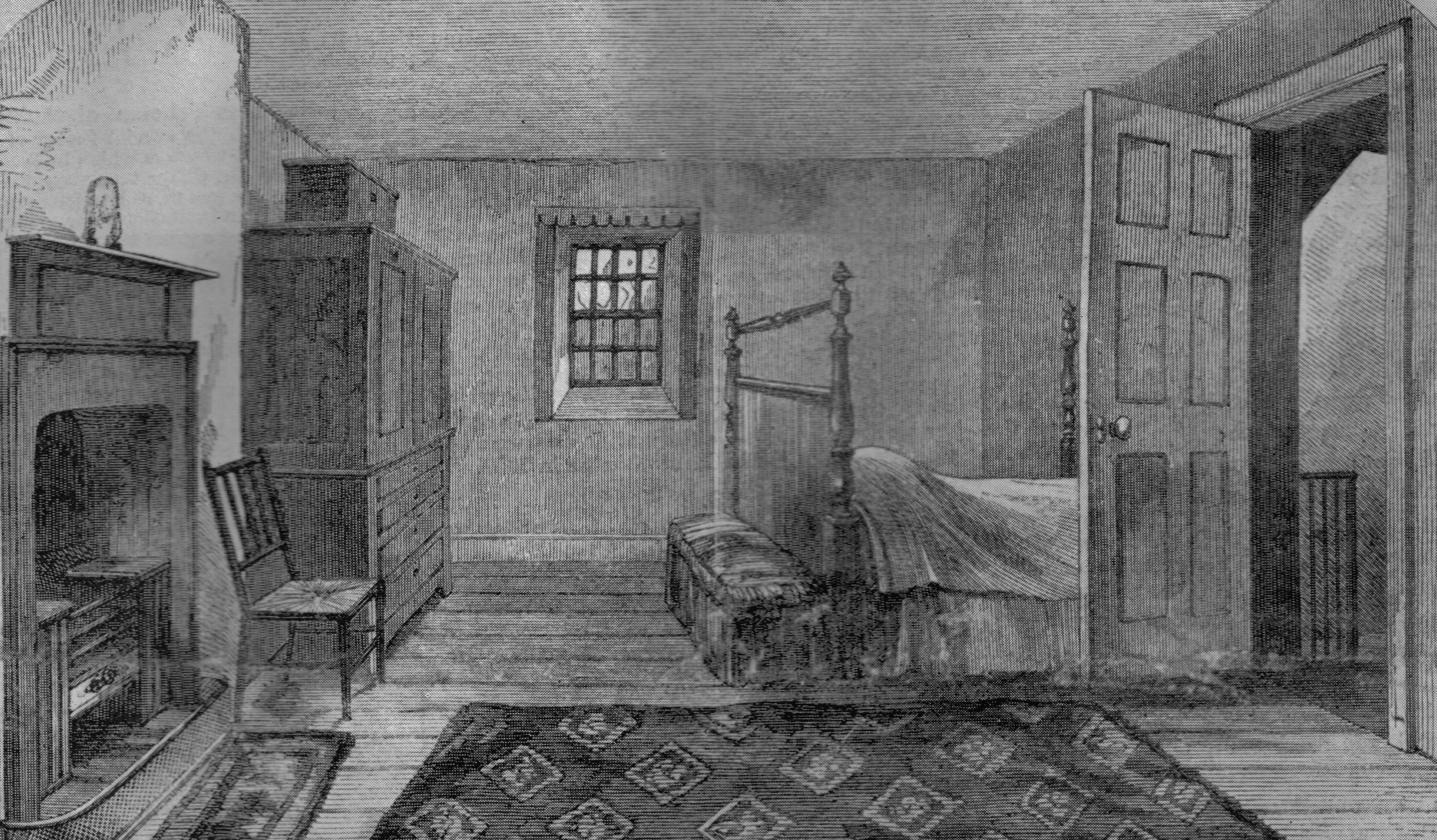
羅伯特·伯恩斯於該房間內去世

羅伯特·伯恩斯於1795年3月加入了皇家鄧弗里斯志願軍。由於他的健康狀況不佳，他開始過早衰老，心情因此沮喪。放縱的生活習慣加劇了他的風濕性心臟病情。他在1795年冬天拔牙後去世。
1796年7月21日上午，37歲的羅伯特·伯恩斯於鄧弗里斯逝世。葬禮於1796年7月25日舉行，他的兒子麥克斯韋出生於當天。他首先葬於鄧弗里斯偏僻角落的聖邁克爾墓地，他的墓碑為簡單的砂石板。他的屍體在1815年9月最終被轉移到伯恩斯墓地。他的遺孀珍·阿爾默在1834年葬在此地.。
珍·阿爾默採取步驟，以確保他的個人財產，金額為15英鎊.。他的家人於1798年出版他的全集。1787年6月4日，他死亡9年前，羅伯特·伯恩斯被追授為鄧弗里斯鎮榮譽市民。
羅伯特·伯恩斯育有十二個孩子，擁有超過600名後裔。其於紐西蘭大城但尼丁八角廣場亦有一座紀念雕像。

## 作品
羅伯特·伯恩斯創作的著名诗篇包含《自由树》歌颂法国大革命；《苏格兰人》歌颂反抗英国侵略的民族英雄，号召人民争取自由；《友誼萬歲》（Auld Lang Syne）；《羊肚膾頌》（Address To a Haggis）等。
羅伯特·伯恩斯創作的著名抒情诗有《一朵朵红红的玫瑰》、《高原玛丽》、《往昔时光》等。

## 文獻
- Burns, R. Bold, A , 编. . London: Black Swan. 1993. ISBN 1-84195-380-6.
- Burns, R. Noble, A; Hogg, PS , 编. . Edinburgh: Canongate Books. 2003. ISBN 1-84195-380-6.
- 该条目有内容出自于公有领域：Cousin, John William. A Short Biographical Dictionary of English Literature. 维基文库. London: J. M. Dent & Sons. 1910 (p.57 （页面存档备份，存于）)
- Dietrich Hohmann: Ich, Robert Burns, Biographical Novel, Neues Leben, Berlin 1990 (in German)

## 外部連結
- Modern English translations of poems by Robert Burns （页面存档备份，存于）
- site of Burns Cottage Museum[永久]
- Robert Burns的作品  - 古騰堡計劃
- National Library of Scotland's Burns site
- 英國國家檔案館里相關的資料 羅伯特·伯恩斯
- Legacy of Robert Burns – National Archives of Scotland website （页面存档备份，存于）
- A recital of   Tam O'Shanter a Tale  （页面存档备份，存于）
- A recital Address to the Unco Guid （页面存档备份，存于）
- A recital of Address to a Haggis （页面存档备份，存于）
- Video recital of Tam o' Shanter  （页面存档备份，存于）
- Video recital Address to the Unco Guid or the rigidly righteous （页面存档备份，存于）
- A Recital Holly Willie's Prayer inclding Epitaph on Holly Willie （页面存档备份，存于）